# F.H. Barber Park
F.H. Barber Park är en park i Kanada.   Den ligger i provinsen British Columbia, i den södra delen av landet, 3 400 km väster om huvudstaden Ottawa. F.H. Barber Park ligger 601 meter över havet.
Terrängen runt F.H. Barber Park är bergig österut, men västerut är den kuperad. Runt F.H. Barber Park är det mycket glesbefolkat, med 4 invånare per kvadratkilometer.. Närmaste större samhälle är Agassiz, 12,2 km sydväst om F.H. Barber Park. 
I omgivningarna runt F.H. Barber Park växer i huvudsak barrskog.